# Gradiščak (Słowenia)
Gradiščak – wieś w Słowenii, w gminie Juršinci. W 2018 roku liczyła 38 mieszkańców.